# OL日本
《OL日本》（OLにっぽん）是2008年10月8日开始毎周三的22:00 - 22:54 (JST) 在日本电视台放送的电视连续剧。2009年6月5日緯來日本台以《OL生存戰》首播。

## 概要
編劇是同时段电视剧「派遣员的品格」（2007年1月期）的主刀中園美保。觀月亞里莎主演，她也參與同時段電視劇「齊藤太太」（2008年1月期）的演出。
该电视剧是描写关于活跃于「外判」（工作外包）办公室女职员们的悲喜剧。

## 剧情
在东庆商事工作的女职员神崎岛子所在的总务课（科），因经营状况不佳而不得不减薪裁员。而且确立了总务课的工作也要外包给中国的方针。岛子作为当初听说要把工作交给并不了解的中国人时极度愤慨的总务课职员代表，看到来自中国的研修生努力工作的姿态，从而转变看法的过程。

## 演员
神崎岛子：观月亚里莎
本剧主人公。31歳。東慶商事・总务課的OL。责任心强不服输。能出色完成上司交给的工作并有自知之明。实际上是个结婚欲望很强的女性。和小旗这个人物对立。
小旗健太：阿部贞夫
海外外包业务的中方经理。35歳。理解中国研修生们勤奋与艰辛，实际上是个不考虑国籍，持有中立思想的人物。
矢部樱：美波
新人OL。22歳。虽为日本出身，但受四分之一宽裕教育的影响，经常被中国研修生指出日语使用方面的错误，工作处于被动地位。
都留康介：井上芳雄
島子的後輩社員。29歳。受到良好的教育，常有自己的一套，做事欠考虑型。经常希望得到岛子的认可。歌唱能力超群。
朝比奈国彦：東幹久
总务课长。39歳。服从上司，是公司的重要人物。对下级温顺，说话方式鼓励而不伤人，对岛子有好感。
富士田弥生：浅野裕子
总务部长。48歳。关西出身。工龄26年的资质女白领，刀子嘴型。
張琳：唐加思
中国研修生。22歳。家在农村。持有日本语能力考试一级证书但不擅于会话。学习过三个月的电脑操作，纯朴并且和气。
楊洋：陈怡
中国研修生。21歳。生长于上海的富裕家庭，傲慢自大，有说就说，能够立即认识到日本的好处和自己的不足。经常与野吕吵架。
李大龍：胡兵（友情演出）
中国研修生。28歳。本来是教师。和小旗是功夫至友。认真但生气时很可怕。和小旗一起研修经理人职位。
野呂昭和：师冈三智雄
总务課主任。51歳。虽然过去在北京分公司工作过、但有过不愉快的遭遇，所以很讨厌中国。
木村红叶：前田知恵
无比喜好漫画，常在工作空闲之时作画。26岁，不自发工作，常被人要求做事。
| - 大澤香：宮地真緒 - 小川繪理香：秋田真琴 - OL：福井仁美 - 安田徹：奥田崇 - 今村真一：豬岐英人 - 白領族：土井俊明 - 白領族：岡村風助 - 粉領族：福田溫子 - 白領族：野中伸二 | - 中山瞳：稻葉小百合 - 梅田學：小堀慎平 - 伊藤沙織：佐佐木麻美 - 鈴木亮介：藤原新太 - 白領族：宗村嘉英 - 白領族：向井恭介 - 粉領族：石川美佳 - 白領族：越智俊光 - 社員：沖崎裕一郎 |

## 製作人員
- 編劇：中園美保
- 音樂：池賴廣
- 導演：岩本仁志、大谷太郎、本間美由紀
- 製作人：西憲彥、渡邊浩仁
- 製作協力：AXON
- 製作：日本電視台

## 主題曲
- SPEED「あしたの空」（明天的天空）（SONIC GROOVE）

## 播放
| 各集                                                        | 播出日         | 原文標題 | 中文標題                                        | 收視率 |
| ----------------------------------------------------------- | -------------- | -------- | ----------------------------------------------- | ------ |
| 第1話                                                       | 2008年10月8日  |          | 一臉素顏的粉領族!? 日本VS中國雇員打字比賽開打!! | 8.3%   |
| 第2話                                                       | 2008年10月15日 |          | 跑吧! 總務部的女人                              | 10.6%  |
| 第3話                                                       | 2008年10月22日 |          | 離職結婚                                        | 9.9%   |
| 第4話                                                       | 2008年10月29日 |          | 不可能實現的夢想                                | 9.7%   |
| 第5話                                                       | 2008年11月5日  |          | 出醜的雇員被軟禁!                               | 7.0%   |
| 第6話                                                       | 2008年11月12日 |          | 「不」和無法說出的話                            | 7.1%   |
| 第7話                                                       | 2008年11月19日 |          | 人都是捧在手上的寶! 我們不應該把自己當做行李    | 7.6%   |
| 第8話                                                       | 2008年11月26日 |          | 「沒用的人」是不存在的!                         | 8.0%   |
| 第9話                                                       | 2008年12月3日  |          | 最後的奮鬥!!                                    | 6.0%   |
| 最終話                                                      | 2008年12月10日 |          | 為了改變世界，你首先必須開始改變你自己!!        | 6.4%   |
| 平均收視率8.10%（收視率是關東地方的Video Research社所調查） |                |          |                                                 |        |

- 由於讀賣巨人對阪神虎的棒球延長比賽，第一集延後至22:15 - 23:24播出

## 爭議
雖然此劇對中國人有較為正面的描寫，但還是引起部份中國網友的不滿，認為該劇還是有對中國人的一些刻板印象。

## 外部連結
- 日文官方網頁（日本電視台）（页面存档备份，存于） （日語）

## 作品的變遷
| 日本 日本電視台 週三連續劇          | 日本 日本電視台 週三連續劇            | 日本 日本電視台 週三連續劇 |
| ----------------------------------- | ------------------------------------- | -------------------------- |
|                                     | OL日本 （2008.10.8 - 2008.12.10）     |                            |
| 正義的夥伴 （2008.7.9 - 2008.9.10） | 破案天才奇娜 （2009.1.21 - 2009.2.2） |                            |

| 緯來日本台 一番偶像劇22:00-23:00        | 緯來日本台 一番偶像劇22:00-23:00     | 緯來日本台 一番偶像劇22:00-23:00 |
| --------------------------------------- | ------------------------------------ | -------------------------------- |
|                                         | OL生存戰 （2009.6.8 - 2009.6.19）    |                                  |
| 佐佐木夫妻大戰 （2009.5.25 - 2009.6.5） | 父女變變變 （2009.6.22 - 2009.6.30） |                                  |

| 香港 有線娛樂台 星期一至五 23:30-00:30     | 香港 有線娛樂台 星期一至五 23:30-00:30     | 香港 有線娛樂台 星期一至五 23:30-00:30 |
| ------------------------------------------ | ------------------------------------------ | -------------------------------------- |
|                                            | OL大作戰 （2009年8月17日 - 2009年8月28日） |                                        |
| 緊急候命 （2009年7月31日 - 2009年8月14日） | 摘星情緣 （2009年8月31日 - 2009年9月28日） |                                        |